# Tour de Normandia
El Tour de Normandia (en francès Tour de Normandie) és una competició ciclista per etapes que es disputa anualment a Normandia, França. Creada el 1939, durant els primers anys es disputà de manera esporàdica i no serà fins al 1981 quan es consolidi en el panorama ciclístic francès.
Fins al 1995 la cursa fou sols per a amateurs, obrint-se als professionals a partir de 1996. Des del 2005 la cursa forma part del calendari UCI Europe Tour, amb una categoria 2.2. El 2020 i 2021 no fou organitzada per culpa de la pandèmia de COVID-19.

## Palmarès
| Any                      | Vencedor            | Segon                      | Tercer                 |
| ------------------------ | ------------------- | -------------------------- | ---------------------- |
| 1939                     | Guillaume Godère    | Georges Gourhand           | Ernest Jouen           |
| 1940-1955 No organitzada |                     |                            |                        |
| 1956                     | Amand Audaire       | Eugène Letendre            | Laurent Cariou         |
| 1957                     | Pierre Gouget       | Jean Bourlès               | Pierre Barbotin        |
| 1958                     | Joseph Wasko        | Elie Lefranc               | Fernand Lamy           |
| 1959                     | Laurent Leboulanger | Henri Duez                 | Elie Lefranc           |
| 1960-1980 No organitzada |                     |                            |                        |
| 1981                     | Michel Riou         | Peter Loosli               | Michel Riou            |
| 1982                     | Daniel Leveau       | Vincent Barteau            | Ole Byriel             |
| 1983                     | Yvan Frebert        | Frits Schür                | Henk van Weers         |
| 1984                     | Mario Kummer        | Bernd Drogan               | Ole Erichsen           |
| 1985                     | Paul Curran         | Peter Hofland              | Hervé Henriet          |
| 1986                     | Nentcho Staykov     | Vladimir Vavra             | Keith Reynolds         |
| 1987                     | Yvan Frebert        | Thierry Barrault           | Jean-Luc Aulnette      |
| 1988                     | Viatxeslav Iekímov  | Dmitri Jdànov              | Anthony Theus          |
| 1989                     | Sébastien Flicher   | Gérard Picard              | Viatxeslav Iekímov     |
| 1990                     | Dmitri Jdànov       | Patrick Botherel           | Richard Vivien         |
| 1991                     | Stéphane Heulot     | Eddy Seigneur              | Mikhaïl Orlov          |
| 1992                     | Thierry Dupuy       | Didier Faivre-Pierret      | Matt Illingworth       |
| 1993                     | Emmanuel Mallet     | Mike Weissmann             | Stefan Sels            |
| 1994                     | Saulius Šarkauskas  | Jonas Romanovas            | Remigius Lupeikis      |
| 1995                     | Ole Sigurd Simensen | Jens Voigt                 | Gorazd Štangelj        |
| 1996                     | Frédéric Pontier    | Jacky Durand               | Stéphane Barthe        |
| 1997                     | Glenn Magnusson     | Jacek Mickiewicz           | Cezary Zamana          |
| 1998                     | Torsten Schmidt     | Andreas Klöden             | Thierry Gouvenou       |
| 1999                     | Steffen Kjærgaard   | Saulius Ruškys             | Thierry Gouvenou       |
| 2000                     | Ludovic Auger       | Anthony Morin              | Guillaume Auger        |
| 2001                     | Thor Hushovd        | Cédric Loué                | Marcus Ljungqvist      |
| 2002                     | Jérôme Pineau       | Jørgen Bo Petersen         | Arkadiusz Wojtas       |
| 2003                     | Samuel Dumoulin     | Dmitri Muraviov            | Krasimir Vasiliev      |
| 2004                     | Thomas Dekker       | Joost Posthuma             | Arkadiusz Wojtas       |
| 2005                     | Kai Reus            | Stéphane Pétilleau         | Martín Garrido Mayorga |
| 2006                     | Kai Reus            | Aleksandr Khatúntsev       | Jos van Emden          |
| 2007                     | Martijn Maaskant    | Kristoffer Gudmund Nielsen | Tom Leezer             |
| 2008                     | Antoine Dalibard    | Thomas Berkhout            | Christofer Stevenson   |
| 2009                     | Bram Schmitz        | Thomas Berkhout            | Benoît Sinner          |
| 2010                     | Ronan van Zandbeek  | Freddy Bichot              | José Herrada López     |
| 2011                     | Alexandre Blain     | Mathieu Simon              | Wesley Kreder          |
| 2012                     | Jérôme Cousin       | Guillaume Malle            | Alexandru Pliușchin    |
| 2013                     | Silvan Dillier      | Alexandre Blain            | Dylan van Baarle       |
| 2014                     | Stefan Küng         | Benoît Jarrier             | Reidar Borgersen       |
| 2015                     | Dimitri Claeys      | Alex Peters                | Thomas Scully          |
| 2016                     | Baptiste Planckaert | Olivier Pardini            | Benoît Sinner          |
| 2017                     | Anthony Delaplace   | Justin Mottier             | Justin Jules           |
| 2018                     | Thomas Stewart      | Alexander Krieger          | Bjørn Tore Hoem        |
| 2019                     | Ole Forfang         | Arvid de Kleijn            | Trond Håkon Trondsen   |
| 2020-2021 No organitzada |                     |                            |                        |
| 2022                     | Mathis Le Berre     | Thomas Bonnet              | Paul Penhoët           |